# Mustapha Belkhodja
Pour les autres membres de la famille, voir Famille Belkhodja.
Mustapha Belkhodja (arabe : مصطفى بلخوجة), né le 16 avril 1938 à Tunis, est un joueur de tennis tunisien.
Il est le premier Tunisien à avoir inscrit son nom au palmarès d'un tournoi du Grand Chelem, en remportant le titre junior de Roland-Garros en 1956. Il faut attendre 2011 pour voir Ons Jabeur faire de même chez les filles.

## Biographie
Entraîné à ses débuts par Jacques Beigbeder, Mustapha Belkhodja est champion de France cadet en 1954, puis junior en 1955 et 1956. Sur la scène tunisienne, il remporte le titre national individuel en 1955, 1957 et 1958, ainsi qu'en double en 1955, 1956 et 1958.
Il se distingue à Roland-Garros en remportant en 1956 le titre junior aux dépens de Rod Laver. Dans le tournoi senior, il tombe en 1958 face au futur vainqueur Mervyn Rose. En 1962, il bat le jeune Clark Graebner à l'US Open et l'année suivante John Newcombe au premier tour des 1963 avant d'être écarté par Roy Emerson qui remporte ensuite le tournoi. Il joue en double avec Jean Borotra lors des tournois de Wimbledon 1956 et 1963.
En 1962, il s'adjuge deux tournois en Suisse à Montana-Vermala et Villars. Il met fin à sa carrière après avoir obtenu une médaille d'or en simple et une d'argent en double lors de la première édition des Jeux africains à Brazzaville.
Après sa carrière sportive, Belkhodja devient formateur et capitaine de l'équipe de Paris Jean-Bouin. Il est champion de France professionnel en 1966. En 1996, il reçoit un prix de la Fédération internationale de tennis pour service rendu au tennis.

## Parcours dans les tournois duGrand Chelem

### En simple
| Année | Open d'Australie | Open d'Australie | Internationaux de France | Internationaux de France | Wimbledon       | Wimbledon       | US Open        | US Open      |
| ----- | ---------------- | ---------------- | ------------------------ | ------------------------ | --------------- | --------------- | -------------- | ------------ |
| 1956  | —                | —                | 1er tour (1/64)          | Jiří Javorský            | 1er tour (1/64) | L. Barclay      | —              | —            |
| 1957  | —                | —                | —                        | —                        | —               | —               | —              | —            |
| 1958  | —                | —                | 2e tour (1/32)           | Mervyn Rose              | —               | —               | —              | —            |
| 1959  | —                | —                | —                        | —                        | —               | —               | —              | —            |
| 1960  | —                | —                | —                        | —                        | —               | —               | —              | —            |
| 1961  | —                | —                | 2e tour (1/32)           | Nikola Pilić             | 3e tour (1/16)  | Roger Taylor    | —              | —            |
| 1962  | —                | —                | 2e tour (1/32)           | John Fraser              | —               | —               | 2e tour (1/32) | Billy Knight |
| 1963  | —                | —                | 2e tour (1/32)           | Roy Emerson              | 1er tour (1/64) | Martin Mulligan | —              | —            |
| 1964  | —                | —                | 2e tour (1/32)           | Boro Jovanović           | 1er tour (1/64) | Ron Holmberg    | —              | —            |
| 1965  | —                | —                | 1er tour (1/64)          | Frew McMillan            | —               | —               | —              | —            |

N.B. : à droite du résultat se trouve le nom de l'ultime adversaire.